# Manuela Haldner-Schierscher
Manuela Haldner-Schierscher (* 26. Juni 1971) ist eine liechtensteinische Politikerin (FL). Seit 2021 ist sie Abgeordnete im Landtag des Fürstentums Liechtenstein.

## Biografie
Manuela Haldner-Schierscher wuchs in Schaan auf. Sie ist diplomierte Sozialarbeiterin und arbeitet als solche bzw. als Gewaltberaterin bei der Bewährungshilfe Liechtenstein. Des Weiteren ist sie als Kabarettistin aktiv und zusammen mit der Schweizerin Teil des Duos Zwietracht.
Von 2007 bis 2015 gehörte sie dem Gemeinderat von Schaan an. Bei der Landtagswahl in Liechtenstein 2021 wurde sie für die Freie Liste in den Landtag des Fürstentums Liechtenstein gewählt. 2025 erfolgte ihre Wiederwahl.
Haldner-Schierscher ging am 30. Dezember 1998 die Ehe mit dem Elektroingenieur Patrick Haldner (* 8. Juni 1967) ein und bekam zwei Kinder.